# Die Chefin
Die Chefin est une série télévisée policière allemande mettant en vedette Katharina Böhm dans le rôle du premier inspecteur en chef de la police Vera Lanz, une détective de la police de Munich qui doit concilier sa vie professionnelle et privée. Elle est diffusée depuis le 24 février 2012 sur ZDF.

## Synopsis
Vera Lanz est la première inspectrice en chef de la division « Homicide » de la police de Munich. Après la mort mystérieuse de son mari, également inspecteur, Vera élève seule sa fille Zoe. Alors que sa vie professionnelle est une réussite, Vera a une liaison avec le procureur de l'État, marié. Son collègue, l'inspecteur Paul Böhmer, est l'ancien partenaire de son défunt mari, ce qui amène des tensions entre les deux enquêteurs. 

## Distribution
- Katharina Böhm : Vera Lanz  (80 épisodes, 2012-2022)
- Jürgen Tonkel : Paul Böhmer (80 épisodes, 2012-2022)
- Stefan Rudolf : Jan Trompeter (41 épisodes, 2012-2017)
- Christian Hockenbrink : Staatsanwalt Dr. Hartmann  (41 épisodes, 2016-2022)
- Tatja Seibt : Dr. Inge Rüders  (36 épisodes, 2016-2022)
- Olga von Luckwald : Zoe Lanz (30 épisodes, 2012-2021)
- Christoph Schechinger : Maximilian Murnau (26 épisodes, 2017-2021)
- Nicole Marischka : Heike Steinbeck (24 épisodes, 2012-2016)
- Jonathan Hutter : Korbinian Kirchner (13 épisodes, 2021-2022)
- Hermann Beyer : Georg Lanz (10 épisodes, 2012-2016)
- Norbert Ortner : KTU-Mann Andi  (10 épisodes, 2016-2021)
- Florian Teichtmeister : Staatsanwalt Viktor Huber  (9 épisodes, 2013-2015)
- Bernhard Schir : Dominik Schneider (7 épisodes, 2013-2015)
- Martin Umbach : Karsten Seitz  (6 épisodes, 2012-2013)
- Annina Hellenthal : Annegret Moll (5 épisodes, 2016-2017)
- Martin Rapold : Hannes De Boer  (4 épisodes, 2020-2022)
- Juergen Maurer : Erik Lambert (4 épisodes, 2016-2017)
- Stephan Kampwirth : Marc Berger (4 épisodes, 2012)
- Misel Maticevic : Mario Fechter  (3 épisodes, 2013-2017)
- Sonsee Neu : Margarethe Schmidt (3 épisodes, 2020-2021)
- Oliver Stokowski : Stefan Hartig (3 épisodes, 2013-2016)
- Gerhard Wittmann : Herr Hilbert  (3 épisodes, 2013-2021)
- Michael A. Grimm : Eberhard Hallhuber  (3 épisodes, 2014-2021)
- Moritz Fischer : Anton Bertram (3 épisodes, 2017-2021)
- Martin Feifel : Georg Kleinschmidt  (2 épisodes, 2015-2022)
- Sophie von Kessel : Janneke Blumberg  (2 épisodes, 2012-2020)
- Ernst Stötzner : Dr. Jakob Murnau (2 épisodes, 2021)
- Liane Forestieri : Anita Seyfried  (2 épisodes, 2013-2022)
- Marinus Hohmann : Aaron Fechter (2 épisodes, 2014-2019)
- Martin Brambach : Eduard Blank  (2 épisodes, 2013-2021)
- Johann von Bülow : René Mosbacher  (2 épisodes, 2013-2018)
- Stefanie Schmid : Ulrike Laske (2 épisodes, 2013)
- Matthias Ziesing : Michael Pelz  (2 épisodes, 2014-2016)
- Martin Gruber : Clark Hellmann  (2 épisodes, 2016-2021)
- Franz Pätzold : Kristian Berger  (2 épisodes, 2018-2022)
- Jule Ronstedt : Christiane Kliemann  (2 épisodes, 2019-2021)
- Susanne Bormann : Anke Kreutzer  (2 épisodes, 2013-2018)
- Felix Vörtler : Dorin Dumitrescu  (2 épisodes, 2014-2022)
- David Bredin : Jannis Strecker  (2 épisodes, 2015-2022)
- Natalia Rudziewicz : Daniela Ziebig  (2 épisodes, 2012-2017)
- Sabine Vitua : Monique Küster (2 épisodes, 2015-2016)
- Markus Hering : Kalle Piloty (2 épisodes, 2016-2021)
- Michael Rotschopf : Heiner Lombard  (2 épisodes, 2012-2016)
- Ulli Maier : Nora Bendix (2 épisodes, 2012)
- Nicholas Reinke : Mirko Zeidler  (2 épisodes, 2016-2021)
- Sigi Zimmerschied : Bruder Zacharias  (2 épisodes, 2014-2022)
- Maximilian Grill : Alexander Stockum  (2 épisodes, 2016-2022)
- Alexander Held : Karl-Walter von Stetten  (2 épisodes, 2012-2018)
- Andreas Pegler : Josef Niedermayer  (2 épisodes, 2015-2022)
- Stephan Zinner : Julian Neuhaus  (2 épisodes, 2016-2020)

## Réception
Die Chefin a été accueilli positivement par la critique. Der Spiegel a écrit que Böhm pouvait « montrer de manière crédible l'équilibre entre un inspecteur qui réussit et une femme en difficulté ». Le magazine en ligne Quotenmeter a donné à l'émission 80 sur 100 et a écrit que « l'équipe d'enquêteurs adverse peut revendiquer toute la sympathie ».